# ゲームエンジン
ゲームエンジンとは、コンピュータゲームのソフトウェアにおいて、共通して用いられる主要な処理を代行し効率化するソフトウェアの総称である。ゲームエンジンは映像や音のリアルタイム処理をしていることもあり、インタラクティブアートなどの分野でも使われることもある。Unityのようにビジネスエコシステムを生み出したゲームエンジンもある。また、ゲームエンジンを模倣するAIも発表されている。

## 概要

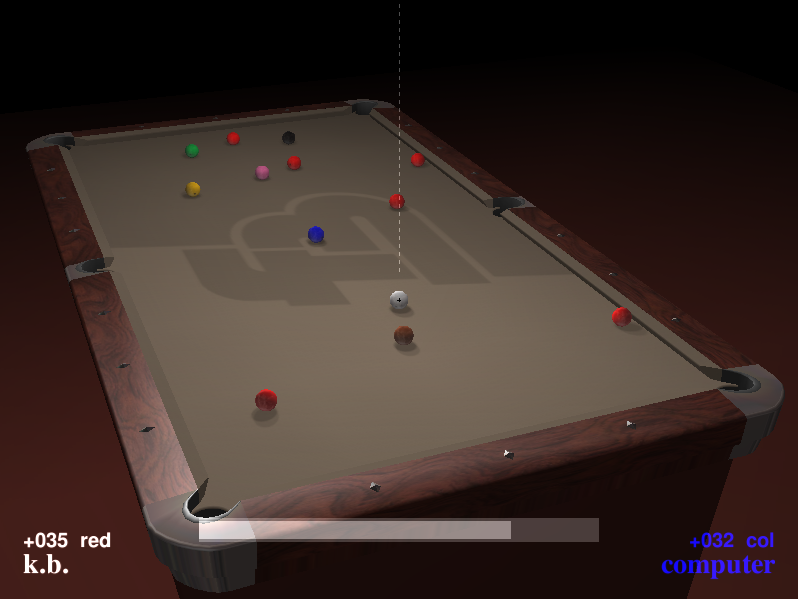
球が壁や他の球に衝突するビリヤードのコンピューターゲームは物理シミュレーションの典型例である。

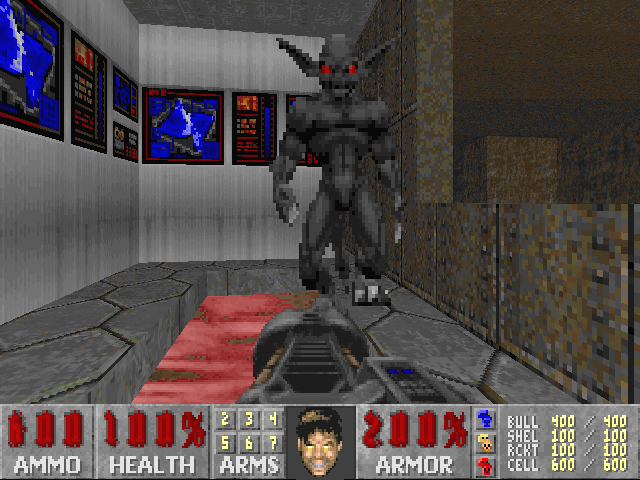
最初期の3Dゲーム「DOOM(1)エンジン」（現在はフリー化している）を用いてアマチュア団体が製作した「FREE DOOM」の画像。

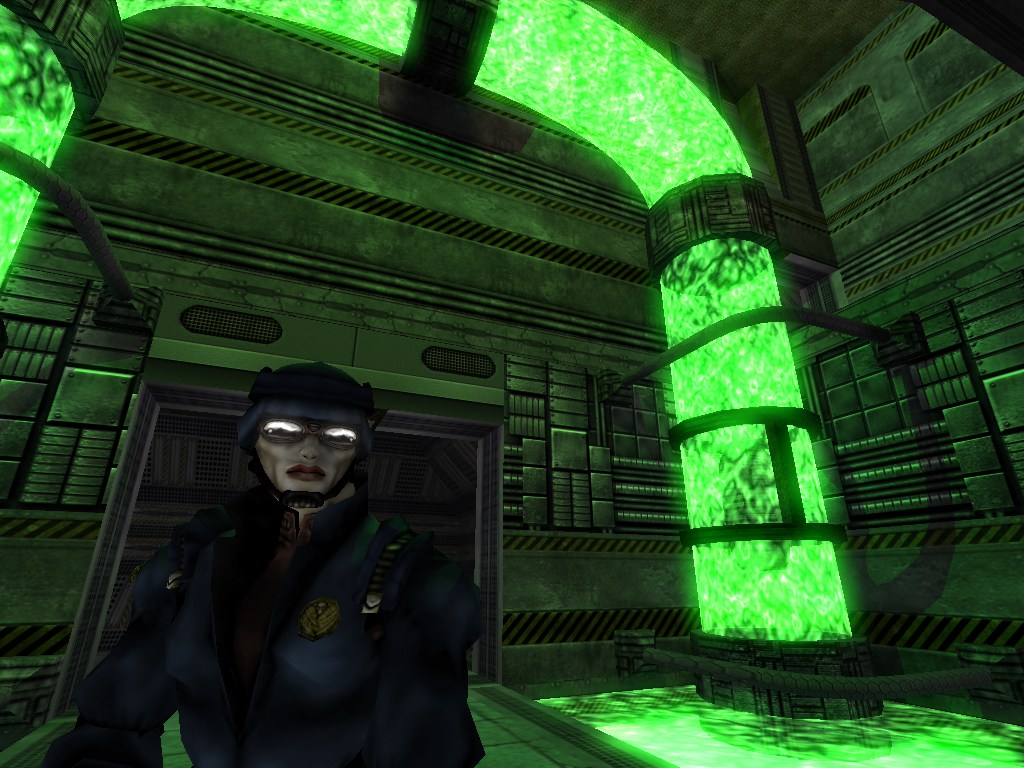
海外のフリーゲームソフト『Nexuiz』。開発者の美的感覚もあるが、エンジンが違えば雰囲気や表現方法も異なる。

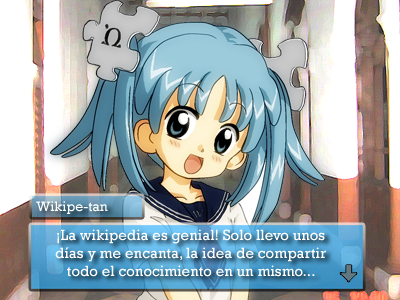
スクリプトエンジン（ビジュアルノベル）の例

ゲームエンジンは、コンピュータゲームの動作において主要な処理を行うために用いられる共通のプログラムであるが、その定義は曖昧で、API（プログラムとオペレーティングシステムやハードウェアとの仲介をする仕組み）やプログラムライブラリ（ソフトウェアの部品として提供されるプログラム群）など様々である。一般にゲームエンジンと称されるものにも多様な形態が存在するが、ミドルウェアなどが集まりより総合化されたものをゲームエンジンと呼び、汎用性のあるプログラムライブラリ単体やその集積物とは区別する傾向も見出せる。主にOpenGL/Direct3Dなど3次元コンピュータグラフィックス生成用のプログラムを「3Dエンジン」と呼んだ延長に位置する呼称や概念だといえる。通常は、コンストラクションキットやオーサリングツールに近いレベルまで、開発作業が汎用化されたものをゲームエンジンと呼び、単にプログラマがプログラミング上のライブラリを共通化するのは「フレームワーク」として区別する。この場合のエンジンは、操作と燃料供給・潤滑などを受けて動力を発生させる内燃機関ないし外燃機関としての機械装置ではなく、何らかの操作により動作を発生させるという、より原義的概念に基づく表現である。プログラムとしての機能を他のソフトウェアに供給することを目的としており、ゲームを遊ぶユーザーには意識されずに利用されている。ただし共通化されたプログラムとして汎用性に富み、利用しようとすればゲームに限定されない機能を持つソフトウェアもみられる。
これらゲームエンジンの機能をより具体的に述べると、例えば、ある人が野球ゲームを作った場合を考える。そのゲームには野球のボールが地面に落ちて反射する様子をシミュレーション（データを入力されると仮想的にどのような変化が起こるかを計算して示すもの）するプログラムが含まれていたとする。さらに、その野球ゲームを作り終えた人が次にサッカーゲームを作ることを計画したとする。その場合、サッカーボールが地面に落ちて反射するプログラムを一から記述することは少なからず無駄を含む可能性がある。最初から「地球上で物体が地面に落下したとき、物体はどのように運動するか」という、ボールの種類を限定しないプログラムを作っておけば野球ゲームにもサッカーゲームにも応用が効いた可能性があった訳である。このような、対象を特定しない抽象的なゲーム用プログラムの集合体をゲームエンジンという。
こういったゲームエンジンは、ゲームを製作する場合においてその各々でアルゴリズム（情報を処理するための計算式の総体）をすべて設計・開発していた手間を軽減させるとともに、このエンジンが主要な機能を提供することで、例えばプラットフォーム（この場合は「ゲームを動作させるコンピュータシステム」のこと）の各々に対応した共通した仕様を持つゲームエンジンを利用することで、ゲームソフトの移植を行い易くなるなどの利点も存在する。しかしながら現実的には、性能を追求するためにハードウェアやOS、外部ライブラリが提供する機能に著しく依存しており、とくに他OSへの移植性は乏しい。移植されているゲームであってもゲームシステムに差異があったり、リリース時期にズレが生じているのが当たり前である。ゲームエンジンの移植そのものが放棄されてしまう例もままある。
3D表現を用いたゲームの発展に伴い、ゲーム内における物体の物理運動を極めてリアルに再現しようという動きが見受けられる。そのような話題の中ではゲームエンジンの中の物理シミュレーション機能を指して、しばしば物理エンジンと称することがある。音に関する設定もおろそかではなく、音源の方向性を持たせる機能が備わっているのも珍しくは無い。また、コンテンツを自動生成するプロシージャル技術も搭載されている。
当然ながらゲームエンジンも、広義で言えば単にプログラムであり、技術革新と共に新たな機能を盛り込んで日々バージョンアップが繰り返されている。また、一挙に多数の機能を盛り込まれたメジャーバージョンアップでは、前述されたように、そのゲームエンジンの機能をフルに活用してゲームソフトが製作される。この際、新しいゲームエンジンに命名されるのは、そのゲームエンジンを用いて作られた初めてのゲームソフトの名称になるのが一般的となっている。例えば『Half-life』ならば「Half-life Engine」、『DOOM』ならば「DOOM Engine」という具合である。また、システムを根底から変えてしまうような大掛かりなエンジンのバージョンアップがされた場合、ナンバリングが変更される事もある。このナンバリング変更は単に「DOOM2 Engine」など、タイトル名称末尾の数字が大きくなるパターンの他に、まったく無関係の名称が付けられるパターンもあり、『Half-life2』で初導入された「Source Engine」などもある。

## 開発ツール
- テストプレイ
- スクリプト構文チェック
- イベントの配置
- レベル生成

海外のゲームエンジン開発元は、商用利用不可といった条件の付与や機能の制限を行った上で、ユーザに無償でゲーム開発ツールを提供している場合が多い。
こうしてユーザの手によって作成されたデータやデータ群はMODと呼ばれ、ゲーム中のサウンドやテクスチャ、キャラクターデータを置き換えるものや、ゲームバランスを調整するためのもの、ゲームの機能を拡張するものなど、その形態や規模は様々である。
MOD開発者のコミュニティではMOD開発者同士の交流が盛んに行われている。MODの中にはそれ自体がゲームとして完結している物もあり、そのような完成度の高いMODの権利をゲーム開発元が買い取り、単体の製品として発売するケースや、MODの開発者を社員として登用する場合も存在する。最も有名なケースがValve Software社の『カウンターストライク』である。
ゲームエンジンの開発元にとって、ゲーム開発ツールをユーザに提供することによって、ゲームエンジンの新たな可能性を見いだせたり、一つのタイトルを長くプレイしてもらえるメリットがある一方、プレイヤーが新たなタイトルに移行するペースが遅くなったり、売り上げが減少するといったリスクが生じる。
パソコンゲームでは特にユーザー側が操作できる映像処理系のカスタマイズオプションが豊富である。

## 主なゲームエンジン
ノベルゲームに使われるエンジンについてはスクリプトエンジン (ゲーム)#主なスクリプトエンジンを参照。

### 市販および外部提供エンジン

#### 現行
- Unreal Engine 5（Epic Games）
『8番出口』『鉄拳8』『黒神話:悟空』『SILENT HILL 2（リメイク版）』『NINJA GAIDEN 2 Black』『ドラゴンクエストXII 選ばれし運命の炎』『キングダム ハーツIV』などで使用。
- Unity（Unity Technologies）
『Pokémon GO』『白猫プロジェクト』『テラバトル』『英雄伝説 暁の軌跡』『いけにえと雪のセツナ』『サガ スカーレット グレイス』『ワールドトリガー ボーダレスミッション』『Super Mario Run』『ドラゴンクエストVIII 空と海と大地と呪われし姫君』『旅かえる』『バイオハザード アンブレラコア』『スーパーボンバーマン R』などで使用。
- CRYENGINE
  - CRYENGINE V（Crytek）- 『Hunt: Showdown（英語版）』などで使用。

- PhyreEngine（英語版）（ソニー・インタラクティブエンタテインメント）
『風ノ旅ビト』『Demon's Souls[8]』『マリシアス[8]』『トトリのアトリエ 〜アーランドの錬金術士2〜[8]」『魔界戦記ディスガイアシリーズ』『英雄伝説 閃の軌跡[9]』『ドラゴンクエストビルダーズ アレフガルドを復活せよ』『ファイナルファンタジーX/X－2 HDリマスター』『DARK SOULS』『ダンガンロンパシリーズ』などで使用。
- NintendoWare Bezel Engine（任天堂）
『スーパー マリオパーティ』『TETRIS 99』などで使用。
- Gamebryo（GameBase←Emergent Game Technologies）
『Civilization IV（英語版）』などで使用。
- スイート千鳥エンジン←Chidori（フォーラムエイト←プレミアムエージェンシー）
- OROCHI5 (AHIRU)[10]

#### 旧世代
- Unreal Engine 4（Epic Games）
『鉄拳7』『エースコンバット7 スカイズ・アンノウン』『ドラゴンクエストXI 過ぎ去りし時を求めて』『フォートナイト』『Gears of War 4』『ドラゴンボール ファイターズ』『マーベル VS. カプコン:インフィニット』『ストリートファイターV』『キングダム ハーツIII』『サマーレッスン』『アイドルマスター スターリットシーズン』[11]『ドラゴンボールZ カカロット』[12]『鬼滅の刃 ヒノカミ血風譚』[13]『ファイナルファンタジーVII リメイク』『ファイナルファンタジーVII リバース』などで使用。

#### 過去
- Project Anarchy（Havok）
- Vision Engine（英語版）（Havok）
- Truevision3D（Truevision3D）
- RenderWare（英語版）（Criterion Software） - 『バーンアウト』シリーズ、『ライオットアクト』『グランド・セフト・オートIII』『ソニック ヒーローズ』などで使用。
- BRender（アルゴノートゲームス）
- Reality Lab（英語版）（RenderMorphics） - Direct3Dの前身。
- Unreal Engine 3.5以前
  - Unreal Engine 1 - 『Unreal』初代、『Deus Ex』などで使用。
  - Unreal Engine 2/2.5 - 『リネージュII』、『レッドスティール』、『BioShock』初代/2、『ラグナロクオンラインII』などで使用。
  - Unreal Engine 3/3.5 - 『ラスト レムナント』、『Mass Effect 2』、『メダル・オブ・オナー』シリーズ、『モータルコンバット9』、『Gears of War』シリーズ、『ロリポップチェーンソー』、『LORD of VERMILION III』、『超速変形ジャイロゼッター』、『ディーエムシー デビルメイクライ』、『BioShock Infinite』、『GUILTY GEAR Xrd -SIGN-』などで使用。
- CryENGINE 4以前
  - CryENGINE 1 - 『Far Cry』初代、『タワー オブ アイオン』などで使用。
  - CryENGINE 2 - 『Crysis』などで使用。
  - CryENGINE 3 - 『Crysis 2』などで使用。
  - CryEngine 4 - 『ライズ:サン・オブ・ローマ』などで使用。
- OROCHI 3以前（シリコンスタジオ）
  - OROCHI
  - OROCHI 2
  - OROCHI 3 - 『ガンスリンガー ストラトス』シリーズ[14][15]、『ガンダムブレイカー』シリーズなどで使用。
  - OROCHI4 - 『Death end re;Quest[16]』『新次元ゲイム ネプテューヌVIIR[17]』などで使用。
- Amazon Lumberyard（英語版）（Amazon）

『The Grand Tour Game』などで使用。後継はオープンソースのOpen 3D Engine。

### 内製エンジン

#### 現世代
- REエンジン（カプコン） - 『バイオハザード7 レジデント イービル』『バイオハザード RE:2』『デビルメイクライ5』『バイオハザード RE:3』『バイオハザード レジスタンス』『デビルメイクライ5 スペシャルエディション』『カプコンアーケードスタジアム』『帰ってきた 魔界村』『モンスターハンターライズ』『バイオハザード ヴィレッジ』『モンスターハンターライズ：サンブレイク』『カプコンアーケード 2ndスタジアム』『バイオハザード RE:バース』『バイオハザード RE:4』『ストリートファイター6』『ゴースト トリック（リマスター）』『エグゾプライマル』『逆転裁判456 王泥喜セレクション』『ドラゴンズドグマ2』『祇:Path of the Goddess』『デッドライジング デラックスリマスター』『モンスターハンターワイルズ』『鬼武者2（リマスター）』『バイオハザード レクイエム』『鬼武者 Way of the Sword』『プラグマタ』などで使用。
- ワールドエンジン（カプコン） - 『モンスターハンター：ワールド』『モンスターハンターワールド：アイスボーン』などで使用。
- Katana Engine / KTGL統合開発ツール（コーエーテクモゲームス） - 『無双シリーズ』『信長の野望シリーズ』『アトリエシリーズ[18][19]』『BLUE REFLECTION シリーズ』『進撃の巨人』『討鬼伝』『ドラゴンクエストヒーローズ 闇竜と世界樹の城』『BLADESTORM 百年戦争』『ペルソナ5 スクランブル ザ ファントム ストライカーズ』『仁王』『仁王2』『ワイルドハーツ』『Wo Long: Fallen Dynasty』『Fate/Samurai Remnant』『Rise of the Ronin』『Venus Vacation PRISM - DEAD OR ALIVE Xtreme -』などで使用。
- やわらか4D（コーエーテクモゲームス） - 『デッド オア アライブ エクストリーム3 スカーレット』などで使用。
- ルミナスエンジン（スクウェア・エニックス） - リアルタイムCG映像作品『Agni's Philosophy -- FINAL FANTASY REALTIME TECH DEMO』ほかに『ファイナルファンタジーXV』『FORSPOKEN』などで使用。
- FFXIVエンジン（スクウェア・エニックス） - 『ファイナルファンタジーXIV: 新生エオルゼア（2.0）』『ファイナルファンタジーXIV: 蒼天のイシュガルド（3.0）』『ファイナルファンタジーXIV: 紅蓮のリベレーター（4.0）』『ファイナルファンタジーXIV: 漆黒のヴィランズ（5.0）』『ファイナルファンタジーXIV: 暁月のフィナーレ（6.0）』『ファイナルファンタジーXIV: 黄金のレガシー（7.0）』などで使用。
- Hedgehog Engine 2（セガ） - 『ソニック フォース』『新サクラ大戦』『ソニックフロンティア』『ソニック × シャドウ ジェネレーションズ』などで使用。
- ドラゴンエンジン（セガ） - 『龍が如く6 命の詩。』『龍が如く 極2』『JUDGE EYES:死神の遺言』『龍が如く7 光と闇の行方』『バーチャファイター eスポーツ』『LOST JUDGMENT 裁かれざる記憶』『龍が如く7外伝 名を消した男』『龍が如く8』『龍が如く8外伝 Pirates in Hawaii』などで使用。
- Frostbite（EA Digital Illusions CE） - 『バトルフィールドシリーズ』『ニード・フォー・スピードシリーズ』『FIFAシリーズ』『Dragon Age（英語版）シリーズ』『Madden NFL 18（英語版）』『NHL 22』『スター・ウォーズ バトルフロント』などで使用。
- Source 2（英語版）（Valve Corporation） - 『Dota 2 Reborn』『Artifact（英語版）』などで使用。
- LithTech Firebird（Monolith Productions） - 『Middle-earth: Shadow of War（英語版）』で使用。
- Apex Engine（Avalanche Studios（英語版）） - 『Just Cause』シリーズ、『Rage 2（英語版）』で使用。
- Messiah engine（網易） - 『荒野行動』などで使用。
- ASKAエンジン（トライエース） - 『エンド オブ エタニティ』『スターオーシャン5 -Integrity and Faithlessness-』『スターオーシャン:アナムネシス』などで使用。
- Evolution Engine（Digital Extremes（英語版）） - 『Warframe』に使用
- Northlight Engine（レメディー・エンターテインメント） - 『Quantum Break』、『Control』、『Alan Wake 2（英語版）』などで使用。

##### ソニー系の現世代エンジン
- デシマ（ゲリラゲームズ） - 『KILLZONE SHADOW FALL』『アンティル・ドーン 惨劇の山荘』『Until Dawn: Rush of Blood』『Horizon Zero Dawn』『DEATH STRANDING』『Horizon Forbidden West』『DEATH STRANDING 2: ON THE BEACH』などで使用。
- Tiger Engine（バンジー） - 『Destinyシリーズ（英語版）』で使用[20]。

##### マイクロソフト系の現世代エンジン
- id Tech 7（id Software） - 『Doom Eternal』などで使用。『インディ・ジョーンズ/大いなる円環（英語版）』でもid Tech系が使われている[21]。
- Void Engine（フランス語版）（Arkane Studios） - 『Dishonored 2（英語版）』『DEATHLOOP』などで使用。また『Marvel's Blade（英語版）』でも使われる予定。id TECH5をベースとしている。
- Creation Engine（英語版） 2（ベセスダ・ソフトワークス） - 『Starfield』『The Elder Scrolls VI』などで使用予定。
- ForzaTech（Turn 10 Studios（英語版）） - 『Forza Motorsport』シリーズ、『Forza Horizon』シリーズで使用されているほか、Fableシリーズ（英語版）の最新作でも使用される予定となっている。
- IW engine（英語版）（アクティビジョン） - 『コール オブ デューティシリーズ』で使用。
- Slipspace Engine（343 Industries） - 『Halo Infinite』で使用。

##### ユービーアイソフト系の現世代エンジン
- Dunia Engine（英語版）（Ubisoft Montreal） - 『Far Cry 2』以降、『アバター THE GAME』などで使用。CryEngineの派生。
- Voyager（ユービーアイソフト） - 『Beyond Good and Evil 2（英語版）』で使用予定。
- Disrupt（ユービーアイソフト） - 『ウォッチドッグスシリーズ』で使用。
- Babel（ユービーアイソフト） - 『ザ・クルー』シリーズで使用。
- Anvil（ユービーアイソフト） - 『アサシン クリードシリーズ』『ゴーストリコンシリーズ』などで使用。
- Snowdrop（英語版）（ユービーアイソフト） - 『ディビジョン』シリーズ、『マリオ+ラビッツ キングダムバトル』などで使用。

##### テイクツー・インタラクティブ系の現世代エンジン
- ロックスター・アドバンスド・ゲーム・エンジン（Rockstar North & Rockstar San Diego） - 『ロックスター・ゲームス プレゼンツ: テーブルテニス』『グランド・セフト・オートIV』『Midnight Club: Los Angeles』『グランド・セフト・オートIV・ザ・ロスト・アンド・ダムド』『グランド・セフト・オート・ザ・バラッド・オブ・ゲイ・トニー』『レッド・デッド・リデンプション』『レッド・デッド・リデンプション・アンデッド・ナイトメア』『マックスペイン3』『グランド・セフト・オートV』『レッド・デッド・リデンプション2』『グランド・セフト・オートVI』などで使用。
- Mafia Engine（ロシア語版）（Hangar 13（英語版）←2K Czech（英語版）） - 旧Illusion Engine。『Mafia 2』『マフィア III』『Mafia: Definitive Edition（英語版）』などで使用。

#### 開発中
- 新ゲームエンジン（バンダイナムコスタジオ）
- Cyllista Game Engine（サイゲームス）

#### 旧世代
- MT Framework（カプコン） - 『デビルメイクライ4』『MARVEL VS. CAPCOM 3 Fate of Two Worlds』『バイオハザード5』『バイオハザード6』『ロックマン11 運命の歯車!!』『ロスト プラネット エクストリーム コンディション』『デッドライジング』『Dragon's Dogma』『モンスターハンター3G』『モンスターハンター3G HD Ver.』『モンスターハンター4』『モンスターハンター4G』『戦国BASARA3』『戦国BASARA4』などで使用。
- Crystal Tools（スクウェア・エニックス） - 『ファイナルファンタジーXIII』『ファイナルファンタジーXIV（1.0）』『ファイナルファンタジーXIII-2』『ドラゴンクエストX』『ライトニング リターンズ ファイナルファンタジーXIII』『ファイナルファンタジー ヴェルサスXIII』などで使用。
- Source Engine（Valve Corporation）- GoldSrcエンジンの派生。『ハーフライフ2』、『Team Fortress 2』、『カウンターストライク』シリーズ、『Dota 2』、『マビノギ英雄伝』などで使用。
- REDengine（英語版）（CD Projekt) - 『The Witcher 2（英語版）』、『ウィッチャー3』、『Cyberpunk 2077』で使用[22]。Unreal Engine 5へと移行予定。
- NUライブラリ 4.0（バンダイナムコエンターテインメント） - 『大乱闘スマッシュブラザーズ SPECIAL』などで使用。

#### 過去
- GoldSrc（英語版）（Valve Corporation） - Quake engineベース。『ハーフライフ』で使用。Source Engineの前身。
- X-Ray Engine（英語版）（GSC Game World（英語版）） - 『S.T.A.L.K.E.R.』シリーズで使用されていた。
- Hedgehog Engine（セガ） - 『ソニック ワールドアドベンチャー』『ソニック ジェネレーションズ 白の時空』『ソニック ロストワールド』などで使用[23]。
- Panta Rhei（英語版）（カプコン） - 『Deepdown』で使用される予定だった。
- Blam engine（バンジー） - 『HALOシリーズ』などで使用。
- やわらかエンジン（コーエーテクモゲームス） - 『デッド オア アライブ5 ラストラウンド』などで使用したが、『デッド オア アライブ6』で廃止された[24]。
- CCS（サイバーコネクトツー） - サイバーコネクトツーの第二世代開発基盤[25]。『.hack//G.U.』などで使用されたライブラリ[26]。
- NUライブラリ 3以前（バンダイナムコエンターテインメント←ナムコ[27]） - 『鉄拳シリーズ』[27]『エースコンバットシリーズ』[27]『アイドルマスターシリーズ』『ナルティメットストームシリーズ』などで使用。
  - 初代NUライブラリ - PlayStation 2向けに開発された[27]。『ゆめりあ』などで使用。
  - NUNG - PS3/Xbox 360に向けて開発された[28]。
  - NU3G - 『ジョジョの奇妙な冒険 オールスターバトル』などで使用。
  - NUCCライブラリ（サイバーコネクトツー） - サイバーコネクトツーの第三世代開発基盤[25]であり、NUライブラリをベースにCCSの機能を追加したもの[29]。『NARUTO -ナルト- 疾風伝 ナルティメットストーム4』などで使用していた[30]が、その後、同社はUnreal Engineに移行した。
- ヘキサエンジン[31]（ヘキサドライブ）
  - ヘキサエンジン2.0 - 『ファイナルファンタジー 零式 HD』などで使用[32]。
- Fox Engine（コナミデジタルエンタテインメント） - 『ワールドサッカー ウイニングイレブン 2014』『メタルギアソリッドV グラウンド・ゼロズ』『P.T.』『ワールドサッカー ウイニングイレブン 2015』『メタルギアソリッドV ファントムペイン』『ウイニングイレブン 2016』『ウイニングイレブン 2017』『ウイニングイレブン 2018』『メタルギア サヴァイヴ』『ウイニングイレブン 2019』『eFootball ウイニングイレブン2020』『eFootball ウイニングイレブン2021 SEASON UPDATE』などで使用。その後『eFootball 2022』以降および『METAL GEAR SOLID Δ: SNAKE EATER』以降はUnreal Engineへと移行した。

##### Warner Bros. Games系の旧ゲームエンジン
- LithTech Jupiter EX（Monolith Productions） - 『F.E.A.R.』シリーズなどで使用。

##### マイクロソフト系の旧ゲームエンジン
- id TECH5（id Software） - 『Rage（英語版）』『サイコブレイク』などで使用。
- id Tech 6（英語版）（id Software） - 『Doom (2016年版)』『Wolfenstein II: The New Colossus』などで使用。
- XnGine（英語版）（ベセスダ・ソフトワークス） - 『The Elder Scrolls II: Daggerfall』などで使用していたが、その後NetImmerse/Gamebryoに移行した。
- Creation Engine（英語版）（ベセスダ・ソフトワークス） - Gamebryoエンジンの派生[33]。『The Elder Scrolls V: Skyrim』『Fallout 4』『Fallout 76』などで使用。

##### テイクツー・インタラクティブ系の旧ゲームエンジン
- LS3D engine（ロシア語版）（Illusion Softworks (後の2K Czech（英語版）→Hangar 13（英語版）)） - 『Mafia: The City of Lost Heaven』などで使用していたが、その後Illusion Engineに移行した。
- LORE（フィラクシス・ゲームズ） - 『Civilization V』などで使用。『Civilization VI』では新たなゲームエンジンに移行した[34]。

##### ユービーアイソフト系の旧ゲームエンジン
- YETI engine（ロシア語版）（ユービーアイソフト） - Unreal Engineベース。ゴーストリコンシリーズで使用していたが、その後AnvilNext 2.0に移行した。
- LEAD engine（ロシア語版）（ユービーアイソフト） - Unreal Engineベース。『スプリンターセル コンヴィクション』『スプリンターセル ブラックリスト』などで使用。
- Jade engine（英語版）（ユービーアイソフト） - 『Beyond Good & Evil（英語版）』『プリンス・オブ・ペルシャ 時間の砂』などで使用。
- LyN engine（英語版）（Ubisoft Montpellier） - 『Rabbids Go Home（英語版）』『From Dust』などで使用。

##### エレクトロニック・アーツ系の旧ゲームエンジン
- SAGE（英語版）（EA Los Angeles（英語版）←Westwood） - 旧W3Dエンジン。『コマンド&コンカー』シリーズなどで使用。
- EA Graphics Library（EA Canada） - 『ニード・フォー・スピード』シリーズなどで使用していたが、その後Frostbite 2に移行した[35]。
- Zero（英語版）（エレクトロニック・アーツ←Pandemic Studios（英語版）） - 『スター・ウォーズ バトルフロント』などで使用していた。
- Refractor Engine（EA Digital Illusions CE←Refraction Games） - 『バトルフィールド1942』『バトルフィールド2』などで使用していたが、その後Frostbiteに移行した。
- Visceral Engine（ロシア語版）（Visceral Games←EA Redwood Shores） - 『DEAD SPACE』シリーズなどで使用していた。
- Ignite（英語版）（エレクトロニック・アーツ） - 『FIFAシリーズ』や『マッデンNFL』シリーズ、『NHLシリーズ』、『NBAライブ』シリーズなどで使用されていた。
- Aurora Engine（バイオウェア） - 『Neverwinter Nights』、『The Witcher（英語版）』などで使用。
  - Electron Engine（Obsidian Entertainment（英語版）） - 『Neverwinter Nights 2（英語版）』などで使用
  - Odyssey Engine - 『Star Wars: Knights of the Old Republic』、『Star Wars Knights of the Old Republic II（英語版）』などで使用
  - Eclipse Engine - 『Dragon Age: Origins』などで使用。
  - Lycium Engine - 『Dragon Age II（英語版）』などで使用していたが、その後、Frostbiteに移行した。

#### ミドルウェア
- Havok（Havok）

### オープンソースエンジン

#### 現行
- Irrlicht Engine - 『SuperTuxKart』などで使用。
- OGRE-Next←OGRE[36]（The OGRE Team） - 『Torchlight（英語版）』などで使用。
- Godot
- Stride（英語版）←Xenko←Paradox - シリコンスタジオで開発された。
- Panda3D（英語版）
- UPBGE - Blender Game Engineの後継。
- Open 3D Engine（英語版） - Amazon Lumberyardの後継。
- CopperCube（英語版）

#### 過去
- Blender Game Engine - 『Yo Frankie!（英語版）』などで使用。
- Torque（英語版）（GarageGames）
  - Torque Game Engine/Torque Game Engine Advanced/Torque 2D/Torque 3D
- Cocos2d - 主に触控科技（中国語版）によってメンテナンスされていた。

#### 互換エンジン
- id Tech 4以前
  - Quake Engine（id Software） - 『Quake』などで使用。オープンソース化された。
  - Doom engine/id Tech 1 - 『DOOM』『Doom II』などで使用。オープンソース化された。
  - Quake II engine（英語版）/id Tech 2 - 『Quake II（英語版）』などで使用。オープンソース化された。
  - id Tech 3（英語版） - 『Quake III Arena（英語版）』『コール オブ デューティ』などで使用。オープンソース化された。
  - id Tech 4（英語版） - 『Doom 3』『Quake 4』などで使用。オープンソース化された。
- Xash3D - オープンソースのGoldSrc互換エンジン。Android版もある[37]。
- OpenMW（英語版） - 『The Elder Scrolls III: Morrowind』互換エンジン。

#### ミドルウェア
- openFrameworks
- OpenSceneGraph
- DXライブラリ